# Reserva Kalambatritra
A reserva Kalambatritra é uma reserva de vida selvagem de Madagáscar, com 28255 ha, localizado a 55 km a Este de Betroka.